# Gardłopłetwe
Gardłopłetwe, wężorowe (Stenopterygii) – nadrząd ryb promieniopłetwych z infragromady doskonałokostnych (Teleostei) obejmujący jeden rząd:
- wężorokształtne (Stomiiformes).

Gardłopłetwe żyją w morskich głębinach, gdzie panują wieczne ciemności i ogromne ciśnienie. Są doskonale przystosowane do tego nieprzyjaznego środowiska. Większość gatunków poluje z wykorzystaniem świetlnego wabika, który przyciąga ofiary. Wiele wężorokształtnych ma duży otwór gębowy, uzbrojony w długie, ostre zęby. Część przedstawicieli nadrzędu odbywa regularne wędrówki pionowe: noce spędza w głębinach, w dzień natomiast bytuje w płytszych wodach. Jednym z przystosowań gardłopłetwych do życia w takim, a nie innym środowisku jest obojnactwo, bowiem w ciemnych głębinach trudno jest znaleźć partnera.
W 1994 J. Nelson włączył do gardłopłetwych rząd Ateleopodiformes, dla którego później utworzono odrębny nadrząd Ateleopodomorpha. Gardłopłetwe wykazują niektóre z prymitywnych cech łososiokształtnych, do których były niegdyś zaliczane.